# Donald E. Graham
Pour les articles homonymes, voir Donald Graham.
Donald Edward Graham (né le 22 avril 1945) est le CEO et le président du conseil d'administration de la Washington Post Company. Il est également membre du conseil d'administration de Facebook Inc..

## Jeunesse
Donald Edward Graham est né le 22 avril 1945. Ses parents furent Katharine Graham (née Meyer), plus tard éditrice du journal The Washington Post, et son époux Philip Graham (en),.
Graham a été diplômé de la St. Albans School et a ensuite suivi des cours au Harvard College. En 1965, il fut élu président du journal de l'université : The Harvard Crimson. Après avoir été diplômé en 1966, il s'est porté volontaire pour le service militaire et a servi au Viêt Nam de 1967 à 1968, où il travailla en tant que spécialiste de l'information avec la 1st Cavalry Division.
De janvier 1969 à juin 1970, Graham rejoignit le Washington Metropolitan Police Department en tant qu'agent de police et fut envoyé dans la neuvième circonscription, au nord-est de Washington.

## Carrière auWashington Post
Eugene Meyer, grand-père maternel de Graham, acheta le journal The Washington Post lors d'une vente pour cause de faillite en 1933. Le père de Graham en fut ensuite l'éditeur de 1946 à 1961 et président de la Washington Post Company de 1947 jusqu'à son décès en 1963. La mère de Graham, Katharine, fut à la tête du journal The Washington Post pendant plus de deux décennies, supervisant sa période la plus célèbre, la couverture du Watergate qui aida à faire tomber le président Richard Nixon. Elle a été largement décrite comme l'une des plus puissantes femmes américaines du XXe siècle.
En 1971, Donald E. Graham intègra le Washington Post en tant que reporter, et fut amené à tenir différentes positions journalistiques ainsi que dans les affaires du Post et de Newsweek (propriété de la Washington Post Company jusqu'en 2010).
Il fut élu au conseil d'administration de la compagnie en septembre 1974 et fut nommé vice-président exécutif et directeur général du Post en 1976. Graham devint éditeur du Washington Post en 1979, succédant à sa mère, qui conserva ses positions dans l'entreprise en tant que présidente du conseil d'administration et CEO de la Washington Post Company. La compagnie possède le journal, ainsi que le fournisseur de services éducatifs Kaplan, Inc., Post-Newsweek Stations, Cable One, le magazine Slate, et d'autres compagnies plus petites. Donald Graham devint CEO en 1991 et président du conseil d'administration de la compagnie en mai 1993, tandis que Katharine Graham assumait la position de présidente du comité exécutif de la Washington Post Company.
En 1994, Graham fut responsable d'un « puissant coup porté à la crédibilité du journal » (ombudsman du Washington Post le 9 octobre 1994), lorsqu'il fit pression sur le sénateur John Danforth pour une clause spéciale favorisant les participations de la Washington Post Company dans la téléphonie mobile, au sein du General Agreement on Tariffs and Trade (GATT). Un éditorial du Washington Post avait décrit le traité comme étant « sans surprises », déclenchant de fortes critiques des compagnies rivales. Le Washington Post dut présenter des excuses et Graham déclara ultérieurement au sujet de la conspiration : « Avec le recul, il aurait dû y avoir un éditorial qui mentionnait cette clause dans le traité du GATT. Nous aurions clairement dû faire cela. » Il a également offert un aperçu à propos du difficile équilibre entre les intérêts du journal et ceux de la compagnie : « Nous gérons une entreprise et ne faisons aucune excuse pour le fait que nous essayons de bien la gérer. »
En septembre 2000, Graham fut élu président du journal et transmit la position d'éditeur à Boisfeuillet Jones, Jr..

## Autres rôles
Graham est également membre du conseil du Prix Pulitzer. Il est le président du District of Columbia College Access Program et administrateur du Federal City Council de Washington, D.C.
Il est membre du conseil d'administration de Facebook.
Il est également un invité du Groupe Bilderberg et il a assisté aux conférences de Grèce en 2009 et d'Espagne en 2010.

## Vie privée
En 1967, Graham épouse Mary Wissler (en). Celle-ci est titulaire d'un diplôme en droit de l'Université de Georgetown et d'une licence de Harvard-Radcliffe où elle a rencontré Graham. Elle est chargée de recherche au Kennedy School's Taubman Center d'Harvard et s'occupe de problématiques liées aux réglementations en matière de santé et de sécurité. En 2007, le couple annonce sa séparation. Les Grahams ont quatre grands enfants dont :
- Laura Graham qui est à la tête du développement de Slate.com[7].
- Will Graham qui est le producteur exécutif de The Onion.

Le 30 juin 2012, Donald E. Graham épouse Amanda Bennett (en), rédactrice en chef senior pour Bloomberg News, ancienne rédactrice en chef du Philadelphia Inquirer et l'une de ses consœurs au conseil du Prix Pulitzer.

## Filmographie
- Pentagon Papers, film de Steven Spielberg (2017) : rôle joué par Stark Sands